# كلاتو (تازيان)
كلاتو (بالفارسية: کلاتو) هي قرية تقع في إيران في قسم تازيان الريفي. يقدر عدد سكانها بـ 328 نسمة بحسب إحصاء 2016.